# Jamaica Turbo
Jamaica Turbo, född 17 juli 2019, är en fransk varmblodig travhäst. Hon tränas av Fabrice Souloy och körs av François Lagadeuc eller Franck Nivard.
Jamaica Turbo började tävla 2021 och inledde med tre raka segrar. Hon har hittills sprungit in 204 700 euro på 15 starter varav 5 segrar, 1 andraplatser och 1 tredjeplats. Hon har tagit karriärens hittills största segrar i Prix Une de Mai (2021), Prix Reine du Corta (2022), Prix Annick Dreux (2022). Hon har även kommit på andraplats i Prix de Chatillon (2022) samt på tredjeplats i Prix Henri Cravoisier (2022).

## Statistik
| Statistik för Jamaica Turbo (Ref.) | Statistik för Jamaica Turbo (Ref.) | Statistik för Jamaica Turbo (Ref.) | Statistik för Jamaica Turbo (Ref.) | Statistik för Jamaica Turbo (Ref.) | Statistik för Jamaica Turbo (Ref.) |
| ---------------------------------- | ---------------------------------- | ---------------------------------- | ---------------------------------- | ---------------------------------- | ---------------------------------- |
| Starter                            | Placeringar                        | Startprissumma                     | Segerprocent                       | Platsprocent                       | Rekord                             |
| 15                                 | 5-1-1                              | 204 700 euro                       | 33 %                               | 47 %                               | 1.11,8ak,                          |

### Större segrar
| År   | Lopp                | Kusk              | Vinstbelopp | Grupp   |
| ---- | ------------------- | ----------------- | ----------- | ------- |
| 2021 | Prix Une de Mai     | François Lagadeuc | 45 000 EUR  | Grupp 2 |
| 2022 | Prix Reine du Corta | Franck Nivard     | 54 000 EUR  | Grupp 2 |
| 2022 | Prix Annick Dreux   | Franck Nivard     | 58 500 EUR  | Grupp 2 |

### Starter
| #  | Datum             | Lopp                       | Bana       | Kusk                  | Tid     | Distans | Plac. | Vinstbelopp |
| -- | ----------------- | -------------------------- | ---------- | --------------------- | ------- | ------- | ----- | ----------- |
| -  | 27 maj 2021       | Kvallopp                   | Caen       | Alexis Cheradame      | 1.16,7a | 2 140 m | gdk   | 0 euro      |
| 1  | 11 november 2021  | Prix Recyclage des Vallees | La Capelle | Alexis Cheradame      | 1.16,4a | 2000 m  | 1     | 4 950 euro  |
| 2  | 13 december 2021  | Prix des Dahlias           | Vincennes  | François Lagadeuc     | 1.13,5a | 2 175 m | 1     | 12 150 euro |
| 3  | 24 december 2021  | Prix Une de Mai            | Vincennes  | François Lagadeuc     | 1.13,3a | 2 175 m | 1     | 45 000 euro |
| 4  | 8 januari 2022    | Prix Gélinotte             | Vincennes  | François Lagadeuc     | Da      | 2 700 m | Da    | 0 euro      |
| 5  | 22 januari 2022   | Prix Roquépine             | Vincennes  | François Lagadeuc     | Da      | 2 700 m | Da    | 0 euro      |
| 6  | 20 februari 2022  | Critérium des Jeunes       | Vincennes  | François Lagadeuc     | Da      | 2 700 m | Da    | 0 euro      |
| 7  | 26 mars 2022      | Prix de Chatillon          | Vincennes  | François Lagadeuc     | 1.16,2a | 2 700 m | 2     | 17 500 euro |
| 8  | 22 april 2022     | Prix Aschera               | Vincennes  | François Lagadeuc     | Da      | 2 100 m | Da    | 0 euro      |
| 9  | 13 maj 2022       | Prix Masina                | Vincennes  | François Lagadeuc     | Da      | 2 700 m | Da    | 0 euro      |
| 10 | 31 maj 2022       | Prix Ozo                   | Vincennes  | François Lagadeuc     | Da      | 2 175 m | Da    | 0 euro      |
| 11 | 26 juni 2022      | Prix Albert-Viel           | Vincennes  | Jean-Philippe Ploquin | Da      | 2 700 m | Da    | 0 euro      |
| 12 | 23 juli 2022      | Prix Henri Cravoisier      | Enghien    | Franck Nivard         | 1.11,8a | 1 609 m | 3     | 12 600 euro |
| 13 | 20 augusti 2022   | Prix Reine du Corta        | Vincennes  | Franck Nivard         | 1.12,8a | 2 175 m | 1     | 54 000 euro |
| 14 | 3 september 2022  | Prix Annick Dreux          | Vincennes  | Franck Nivard         | 1.14,2a | 2 700 m | 1     | 58 500 euro |
| 15 | 18 september 2022 | Critérium des 3 ans        | Vincennes  | Franck Ouvrie         | Da      | 2 700 m | Da    | 0 euro      |

## Stamtavla
| Efter Charly du Noyer | Ready Cash         | Indy de Vive   | Viking’s Way       |
| Efter Charly du Noyer | Ready Cash         | Indy de Vive   | Tekiflore          |
| Efter Charly du Noyer | Ready Cash         | Kidea          | Extreme Dream      |
| Efter Charly du Noyer | Ready Cash         | Kidea          | Doceanide du Lilas |
| Efter Charly du Noyer | Ornella Jet        | Halimede       | Buvetier d'Aunou   |
| Efter Charly du Noyer | Ornella Jet        | Halimede       | Udames             |
| Efter Charly du Noyer | Ornella Jet        | Delmonica Jet  | Tarass Boulba      |
| Efter Charly du Noyer | Ornella Jet        | Delmonica Jet  | Armbro Glamour     |
| Undan Bella Turbo     | Love You           | Coktail Jet    | Quouky Williams    |
| Undan Bella Turbo     | Love You           | Coktail Jet    | Armbro Glamour     |
| Undan Bella Turbo     | Love You           | Guilty of Love | And Arifant        |
| Undan Bella Turbo     | Love You           | Guilty of Love | Amour d'Aunou      |
| Undan Bella Turbo     | Guimauve des Sarts | Ultra Ducal    | Buffet 11          |
| Undan Bella Turbo     | Guimauve des Sarts | Ultra Ducal    | Juvisy             |
| Undan Bella Turbo     | Guimauve des Sarts | Ode des Sarts  | Florestan          |
| Undan Bella Turbo     | Guimauve des Sarts | Ode des Sarts  | Guimauve des Bois  |